# کنجی کیتازاتو
کنجی کیتازاتو (انگلیسی: Kenji Kitazato؛ زادهٔ ۱۹ مهٔ ۱۹۸۹) بازیکن هاکی روی چمن اهل ژاپن است.